# Steve Hauschildt
Steve Hauschildt est un musicien de musique électronique originaire de Cleveland. Il a notamment fondé le groupe de ambient/drone/musique électronique Emeralds avec John Elliott et Mark McGuire. Le groupe Emeralds se sépare en 2013.